# VIII milenio
El VIII milenio comprende el periodo de tiempo entre el 1 de enero de 7001 y el 31 de diciembre de 8000, ambos inclusive. 

## Siglo LXXI
- 7001 (20 de mayo) se cumplen 5000 años de la creación de Wikipedia en español, iniciada en mayo de 2001.
- 7001 (11 de septiembre) se cumplen 5000 años del atentado de las torres gemelas.

## Siglo LXXII
- 7138 (3 de mayo) finaliza el nuevo periodo de la Cuenta Larga del calendario maya iniciado el 21 de diciembre de 2012.

## Ciencia ficción
- La serie de videojuegos Mega Man Legends ocurre en este milenio.

- Datos: Q534322